# 제10육군방공미사일방어사령부
제10육군방공미사일방어사령부(10th Army Air and Missile Defense Command (10th AAMDC)는 미국 유럽 육군의 전구급 방공 및 미사일 방어 사령부이다. 현재 독일 주재 미군으로서 카이저슬라우테른의 라인 병기막사에 본부를 두고 있다. 표어는 "Missile Away, Target Destroyed".

## 역사

### 제2차 세계 대전
이 부대의 역사는 1924년 7월 1일 로드아일랜드 포트 아담스에서 창설된 제10해안포병연대와 같은 해 10월 5일의 플로리다주 올란드에서 창설된 "제10반항공기자동무기대대" (10th AAAW Bn)에서 시작되었다.
제10해안포병연대는 본토부대로 주둔하다가 1944년 5월 31일 테네시주 캠프 포레스트에서 해산 및 해체되었다.
제10반항공기자동무기대대는 1943년 6월 2일에 제10반항공기포병단으로 개명되었다. 2차 필리핀 전역에 참가하여 뉴기니, 비스마르크 제도, 레이테, 루손 등에서 일본군과의 교전을 하였다. 1945년 8월 15일에 대일전승일을 맞이한 후에도 필리핀에 주둔하다가, 1946년 1월 20일에 동원해제에 따른 감축의 영향으로 해산하였다.

### 한국 전쟁
제10반항공기포병단은 1949년 1월 15일, 정규군으로 할당되고 텍사스주 포트 블리스에서 재활성화되었다. 이듬해 6월 28일에 제10해안포병연대의 계보와 합쳐져 예하 2개 대대의 서수가 바뀌었다.
- 제10해안포병 1대대 + 제197반항공기포병자동무기대대 = 제10반항공기포병대대
- 제10해안포병 2대대 + 제29반항공기포병자동무기대대 = 제29반항공기포병자동무기대대

1958년 3월 20일 제10포병단 이듬해 1월 25일에 한반도에서 해산하고 떠났다.

### 독일 주둔
2년 뒤, 1961년 7월 1일에 제10포병단은 제32육군방공사령부 예하 여단의 하나로서 재소집되었다. 같은 해 12월에 제61포병연대, 6유도탄대대가 제10포병단으로 전속하여 독일에 배치되었다.
1972년 3월 15일, 제10방공포병단으로 방공부대로 확실하게 구분되도록 개명되었다.
1983년 7월 16일, 제10방공포병여단으로 승격되었다.
1992년 7월 15일, 다름스타드에서 해산하였다.
제357방공미사일방어분견대를 대채하여 2011년 10월 17일 재소집되었다. 주 전력으로서 분견대의 제7방공포병연대 5대대를 전속받았다.
2013년 12월 2일, 제7방공포병연대 5대대 중에 2개 포대의 250명이 터키로 장기간 배치되었다. 터키의 방공지원에 따라 2방공포병연대 3대대와 교대하였다.
2018년 11월 28일, 제4방공포병연대, 5대대가 추가 배치되었다.
2022년 10월 6일, 독일 셈바치에서 제52방공포병여단이, 제57방공포병연대 1대대가 안스바흐에서이 창설되었다.

## 부대

### 현재
- 본부 및 본부포대
- 제52방공포병여단, 독일 셈바치
  - 제4방공포병연대 5대대, 독일 안스바흐 (스트라이커 M-SHORAD)
  - 제7방공포병연대 5대대, 독일 바움홀더 (MIM-104 패트리어트)
  - 제57방공포병연대 1대대, 독일 안스바흐 (스트라이커 M-SHORAD)
  - 제11미사일방어분견대, 터키 말라티야 Kürecik 레이더기지
  - 제13미사일방어분견대, 이스라엘 텔아비브 케레산 레이더기지[5]

### 이전: 제10방공(단/여단)
- AADCP/GCC
- 미사일통제소(MCC)
- 제562(포병/방공포병)연대, 6(미사일)대대 - 부츠바치; 1962년 5월 7일 ~ 1972년 9월 13일
- 제1방공포병연대, 1대대; 1972년 9월 13일 ~ ?
- 제517(포병/방공포병)연대, 6(미사일)대대 - 지센; 1962년 3월 12일 ~ 1972년 9월 28일
- 제2방공포병연대, 2대대; 1972년 9월 28일 ~ ?
- 제59(포병/방공포병)연대
  - 6대대; 1960년 3월 17일 ~ 1972년 9월 13일
  - 3대대; 1972년 9월 13일, 3대대로 재조정됨. ~ ?
- 제62방공포병연대, 2대대; ? ~ 1980년, 제108방공포병여단으로 전속됨.

## 기록

### 소속
- 제32방공포병여단; 1961년 7월 1일 ~ 1966년 5월 11일
- 제32방공미사일방어사령부; 1966년 5월 11일 ~ 1992년 7월 15일
- 미국 유럽 육군; 2011년 10월 17일 ~ 현재

### 계보
- 1924년 7월 1일, 10th Coast Artillery
→제10해안포병
- 1958년 3월 20일, Headquarters and Headquarters Battery, 10th Artillery Group
→제10포병단, 본부 및 본부포대
- 1972년 3월 15일, Headquarters and Headquarters Battery, 10th Air Defense Artillery Group
→제10방공포병단, 본부 및 본부포대
- 1983년 7월 16일, Headquarters and Headquarters Battery, 10th Air Defense Artillery Brigade
→제10방공포병여단 , 본부 및 본부포대
- 2011년 10월 4일, Headquarters and Headquarters Battery, 10th Army Air and Missile Defense Command
→제10방공미사일방어사령부 , 본부 및 본부포대

병합
- 1942년 10월 3일, Headquarters and Headquarters Battery, 10th Antiaircraft Automatic Weapons Group
→제10반항공기자동무기단, 본부 및 본부포대
- 1943년 6월 2일, Headquarters and Headquarters Battery, 10th Antiaircraft Artillery Group
→제10반항공기포병단, 본부 및 본부포대
- 제1949년 1월 15일, 정규군 배정.

### 전역
| 스트리머    | 내역 |
| ----------- | --- |
| 태평양 전쟁 | - 뉴기니 - 비스마르크 제도 - 레이테 - 루손 |
| 한국 전쟁   | - UN 방어 - UN 공세 - CCF 개입 - 첫 UN 역공 - CCF 춘계 공세 - UN 하계-추계 공세 - 두번째 한반도 겨울 - 1952년 한국 하계-추계 - 세번째 한반도 겨울 - 1953년 한국 하계 |

### 스트리머
| 스트리머 | 내역                      |                                           |
| -------- | ------------------------- | ----------------------------------------- |
|          | 필리핀 대통령 부대 표창   | 필리핀, 1944년 10월 17일 ~ 1945년 7월 4일 |
|          | 대한민국 대통령 부대 표창 | 한국, 1950년 ~ 1952년                     |
|          | 대한민국 대통령 부대 표창 | 한국 방어                                 |

## 참고
1. ↑  Sgt. Daniel Cole, (2017년 12월 3일). “10th Army Air and Missile Defense Command Soldiers deploy to Turkey”. U.S. Army Europe Public Affairs. 2018년 3월 8일에 확인함.
2. ↑  Will, Morris (2018년 11월 28일). “Air defense artillery unit is activated in Germany for the first time in decades”. 《Stripes,com》 (영어). 2018년 11월 30일에 확인함.
3. ↑  Pfc. Yesenia, Cadavid. “52nd Air Defense Artillery Brigade Activation Ceremony” (보도 자료). US Army. 2022년 10월 8일에 확인함.
4. ↑  “US Army's newest air defense brigade headquarters activates in Germany” (보도 자료). United States European Command. 2022년 10월 8일에 확인함.
5. ↑  Duvall, Capt. William (2018년 4월 12일). “13th Missile Defense Battery Change of Command”. 《Defense Visual Information Distribution Service》 (영어). 2018년 5월 28일에 확인함.

- “Headquarters and Headquarters Battery, 10th Army Air and Missile Defense Command” (영어). 미국 육군 역사관. 2013년 7월 2일. 2018년 3월 8일에 확인함.
- “10th Army Air and Missile Defense Command” (영어). 문장학 연구소. 2012년 12월 10일에 원본 문서에서 보존된 문서. 2018년 3월 8일에 확인함.
- “10th Air Defense Artillery Brigade”. 《www.usarmygermany.com》 (영어). 2018년 3월 8일에 확인함.